# Bechoff-David
Bechoff-David & Cie est une maison de couture parisienne créée en 1900 par Messieurs Bechoff, David et Hecht. La maison connaît une importante renommée et prospérité avant la Première Guerre mondiale.

## La fondation de la maison
La maison de couture Bechoff-David & Cie est née de l'association d'Emile Bechoff, Siegfried David et Philippe Hecht. C'est le 17 février 1900 que Béchoff-David & Cie est créée en tant que société en commandite dont l'objet est la confection pour dames. La société dont le capital est de 175 000 Francs est alors située au 7 avenue de l'Opéra. Cet acte sous seing privé est enregistré le 17 mars 1900.

## Les créateurs de la maison
Les trois associés de la maison sont Emile Bechoff (né vers 1868), un allemand naturalisé belge, puis français, Siegfried David, un allemand et Philippe Hecht (né vers 1874), un allemand naturalisé français. Emile Béchoff travaille d'abord durant 17 ans dans une maison de couture bruxelloise avant de s'installer à Paris. Au sein de Béchoff-David & Cie, il crée les modèles et dirige les ateliers. Siegfried David s'occupe quant à lui de la clientèle alors que Philippe Hecht a principalement en charge l'administration de la maison ainsi que le département fourrures. La femme d'Emile Bechoff (née Marguerite Netter) est parfois présentée par la presse comme directrice de la maison de couture[réf. nécessaire].

## Les salons de la maison Bechoff-David
La maison de couture Bechoff-David est d'abord installée 7 avenue de l'Opéra puis emménage 20 place Vendôme vers 1906. D'importants travaux sont alors réalisés dans les locaux de la place Vendôme, la maison de couture installe notamment un salon de thé au rez-de-chaussée[réf. nécessaire].

## Bechoff-David & Cie et la Première Guerre mondiale

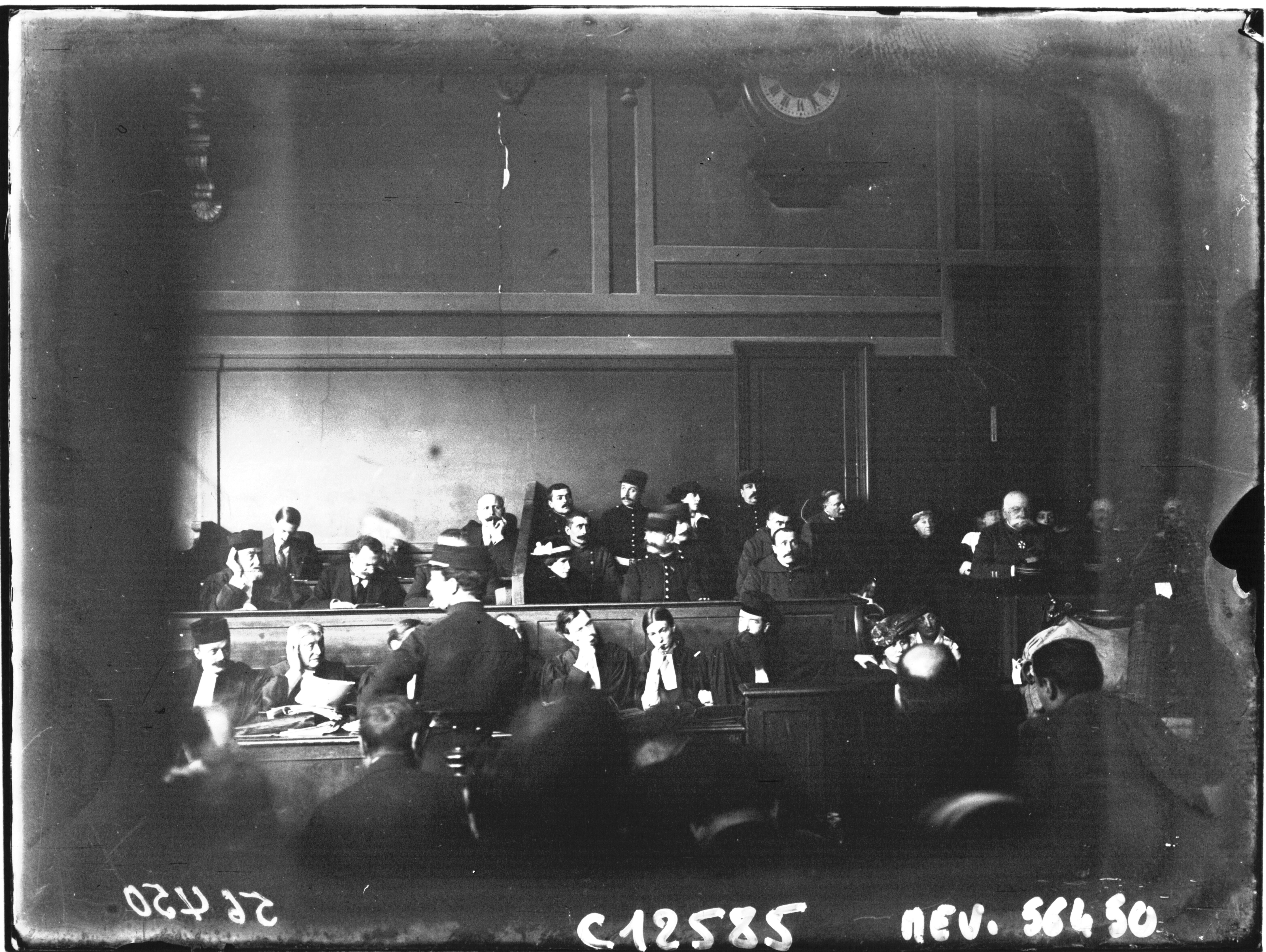
Les accusés de l'affaire Desclaux lors du conseil de guerre.

Comme plusieurs de leurs consœurs d'origine germanique, à l'image de Drecoll, la maison Bechoff-David est l'objet de violentes attaques durant la Première Guerre mondiale. L'époque fait en effet alors la chasse aux sociétés pouvant être liées aux intérêts allemands et l'origine étrangère des associés de Bechoff-David & Cie fait alors polémique. A cette question s'ajoute alors un scandale connu sous le nom de l'affaire Desclaux. Le Colonel Desclaux, trésorier payeur aux armées est en effet coupable de détourner des victuailles au profit de sa maîtresse Marguerite Béchoff, la femme d'Emile Béchoff. L'affaire fait les titres de la presse et un procès se tient alors devant le conseil de guerre.

## Les créateurs de Bechoff-David après la fin de la maison
Les associés créent de nouvelles maisons de couture en 1922. Ainsi, Émile Bechoff crée une maison à son nom au 9 faubourg Saint-Honoré. La même année, Philippe Hecht crée avec Gaston Kauffmann la maison Philippe et Gaston.  